# 4-прискорення
4-прискорення (чотири-прискорення, чотириприскорення) в релятивістській кінематиці — чотиривектор, що узагальнює класичне прискорення і визначений як похідна 4-швидкості за власним часом частинки:
{\displaystyle \mathbf {A} ={\frac {d\mathbf {U} }{d\tau }}=\left(\gamma _{u}{\dot {\gamma }}_{u}c,\quad \gamma _{u}^{2}\mathbf {a} +\gamma _{u}{\dot {\gamma }}_{u}\mathbf {u} \right)=\left(\gamma _{u}^{4}{\frac {(\mathbf {a} \cdot \mathbf {u} )}{c}},\quad \gamma _{u}^{2}\mathbf {a} +\gamma _{u}^{4}{\frac {\left(\mathbf {a} \cdot \mathbf {u} \right)}{c^{2}}}\mathbf {u} \right),}
{\displaystyle \mathbf {a} ={d\mathbf {u}  \over dt}} — 3-прискорення,
{\displaystyle {\boldsymbol {\beta }}=\mathbf {u} /c} — безрозмірнісна 3-швидкість,
{\displaystyle {\dot {\gamma }}_{u}={\frac {\mathbf {a\cdot u} }{c^{2}}}\gamma _{u}^{3}={\frac {\mathbf {a\cdot u} }{c^{2}}}{\frac {1}{\left(1-{\frac {u^{2}}{c^{2}}}\right)^{3/2}}}}
і {\displaystyle \gamma _{u}} — лоренц-фактор для 3-швидкості u. Крапка над змінною означає похідну за координатним часом у цій системі відліку, а не за власним часом {\displaystyle \tau .}
У миттєвій супутній інерційній системі відліку {\displaystyle \mathbf {u} =0,} {\displaystyle \gamma _{u}=1} і {\displaystyle {\dot {\gamma }}_{u}=0,} тобто в такій системі відліку
{\displaystyle \mathbf {A} =\left(0,\mathbf {a} \right).}

Геометрично 4-прискорення є вектором кривини світової лінії.
Таким чином, модуль 4-прискорення (який є інваріантним скаляром) дорівнює власному прискоренню, яке «відчуває» частинка, що рухається вздовж своєї світової лінії. Світові лінії, що мають постійну величину 4-прискорення, є колами Мінковського, тобто гіперболами (див. Гіперболічний рух).
Навіть за релятивістських швидкостей 4-прискорення пов'язане з 4-силою, що діє на частинку, формулою, що узагальнює класичний другий закон Ньютона:
{\displaystyle F^{\mu }=mA^{\mu };}
де m — маса частинки.
Скалярний добуток 4-швидкості та відповідного 4-прискорення завжди дорівнює нулю. Це легко побачити, продиференціювавши тотожність {\displaystyle \mathbf {U} \cdot \mathbf {U} \equiv c^{2}} за власним часом: {\displaystyle {\frac {d}{d\tau }}(\mathbf {U} \cdot \mathbf {U} )=2{\frac {d\mathbf {U} }{d\tau }}\cdot \mathbf {U} =2\mathbf {A} \cdot \mathbf {U} \equiv {\frac {d}{d\tau }}c^{2}=0.} Отже, 4-прискорення та співнапрямлена з нею відповідна 4-сила, що діють на частинку, завжди ортогональні її 4-швидкості (і співнапрямленому з 4-швидкістю 4-імпульсу {\displaystyle p^{\mu }=mU^{\mu }}) — на відміну від класичної механіки.
У загальній теорії відносності компоненти чотиривектора прискорення пов'язані з компонентами 4-швидкості коваріантною похідною за власним часом:
{\displaystyle A^{\lambda }:={\frac {DU^{\lambda }}{d\tau }}={\frac {dU^{\lambda }}{d\tau }}+\Gamma ^{\lambda }{}_{\mu \nu }U^{\mu }U^{\nu }}
(Γλμν — символи Крістофеля).
У спеціальній теорії відносності координати зазвичай виражають у прямолінійній інерційній системі відліку, так що член із символами Крістофеля зникає, але іноді, коли автори для опису прискореної системи використовують криволінійні координати, система відліку не є інерційною, але фізика все одно залишається спецрелятивістською, оскільки метрика є просто координатним перетворенням метрики простору Мінковського. У такому разі слід використати наведений вище вираз, оскільки тут не всі символи Крістофеля дорівнюють нулю.
Коли 4-сила дорівнює нулю, на частинку діє тільки гравітація, і чотиривекторна версія другого закону Ньютона (див. вище) зводиться до рівняння геодезичної. Частинка, що здійснює геодезичний рух, має нульове значення для кожного компонента 4-вектора прискорення. Це узгоджується з тим, що гравітація не є силою.